# 会津鉄道AT-500形気動車
会津鉄道AT-500形気動車 （あいづてつどうAT-500がたきどうしゃ）は、2004年（平成16年）に2両が製造された会津鉄道の気動車である。本項では2004年（平成16年）に2両が製造された同型でトイレ付きの会津鉄道AT-550形気動車（あいづてつどうAT-550がたきどうしゃ）についてもあわせて記載する。

## 概要
1987年（昭和62年）7月に国鉄会津線を第三セクターに転換して開業した会津鉄道が開業に際して投入したAT-100形・AT-150形・AT-200形の代替用として2004年（平成16年） 新潟トランシスで製造された。両運転台、片側2扉で、AT-500形はトイレなし、AT-550形はトイレ付である。
2034年度までに置き換え予定。

## 構造

### 車体

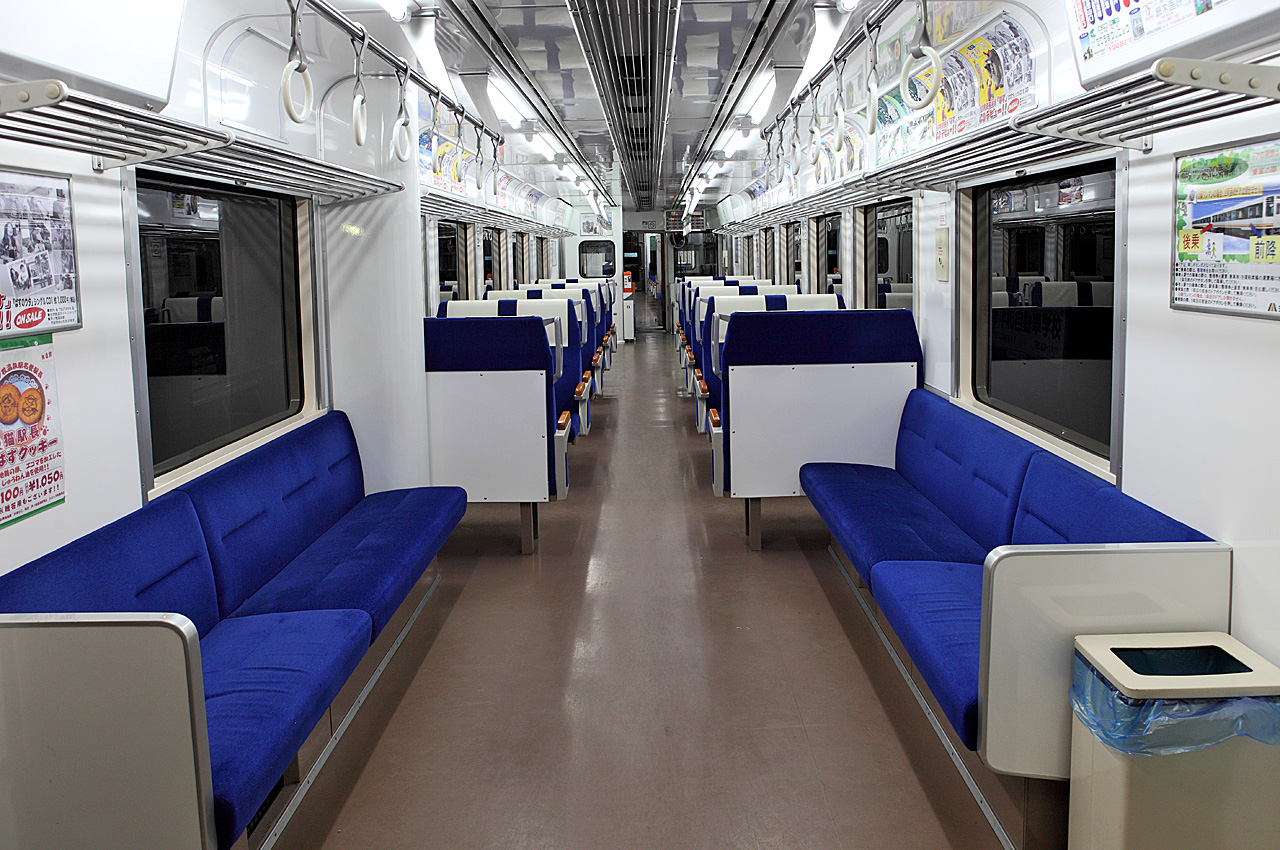
AT-500形の車内

新潟トランシス製の地方交通線用軽快気動車NDCをベースとする。車体長はAT-100形より2,200 mm延長された18,000 mm、乗務員室は左隅式で、正面に貫通扉が設けられた。ワンマン運転対応設備が設けられ、客用扉は従来車より150 mm拡幅された幅1,000 mmのものが運転室直後に1か所、反対側の小窓一枚を挟んだ車端にもう1か所、乗務員扉は運転席側にのみ設けられた。扉間には幅1,200 mmの合わせ強化ガラスを使用した固定窓6組が設置されたが、戸袋部に窓はなく、AT-500形ではトイレのある側の窓が一組少なくなっている。
車内中央部には従来車よりピッチが30 mm拡大された4人掛けボックスシート8組が設けられ、それ以外の部分はロングシートとなった。天井は平天井とされ、室内灯を2列配置するとともに冷房冷気がダクトから吹き出すようになっている。

### 走行装置
エンジンは、 カミンズ製直列横形6気筒N14Rディーゼルエンジン（定格出力257 kW / 2,000 rpm）を1基搭載、動力はTACN-33-1603液体変速機（変速1段、直結3段）を介して台車に伝達される。前位側台車は動台車NF01AD、後位側は従台車NF01ATで、いずれもボルスタレス空気ばね式である。制動装置は電気指令式空気ブレーキが採用された。多重伝送による制御が採用され、省配線化がはかられた。

### 空調装置
暖房装置はエンジン排熱を利用した温風式である。冷房装置はR134a冷媒を使用した機関直結式のもの2基が搭載された。

## 車歴
| 車両番号 | 製造       | 廃車 |
| -------- | ---------- | ---- |
| 501      | 2004年3月  | -    |
| 502      | 2004年12月 | -    |
| 551      | 2004年3月  | -    |
| 552      | 2004年12月 | -    |

## 運用

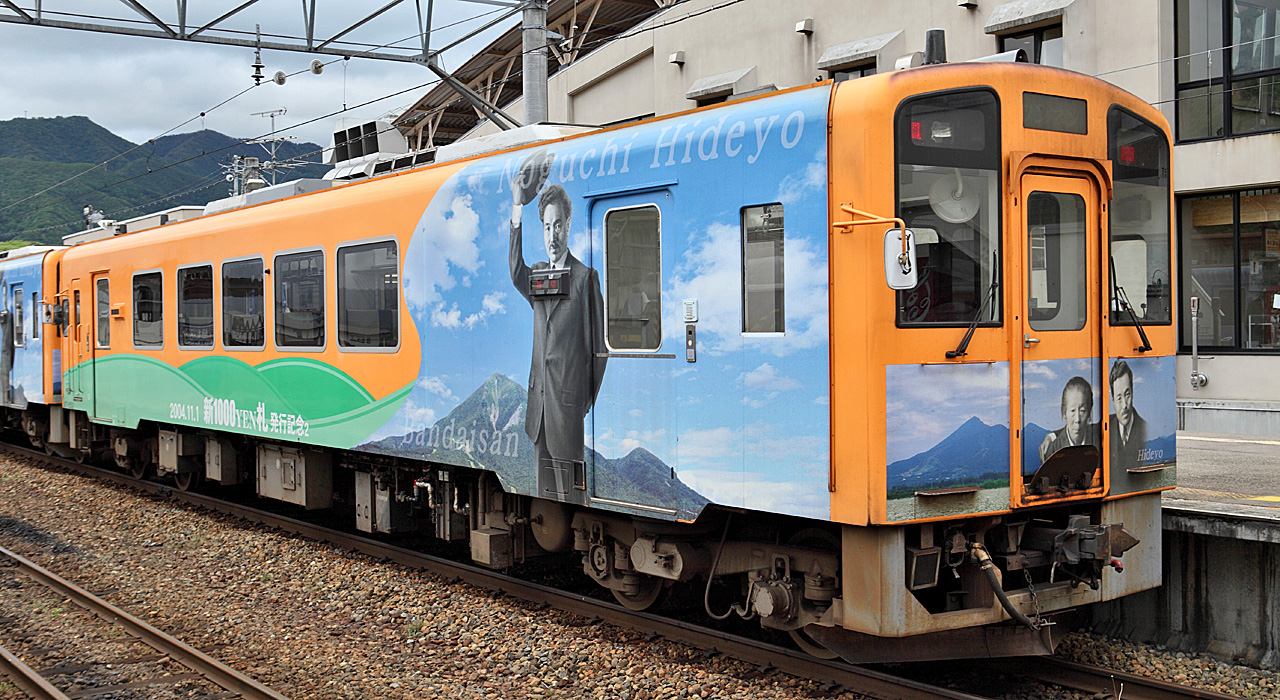
AT-552 野口英世の写真がラッピングされていた

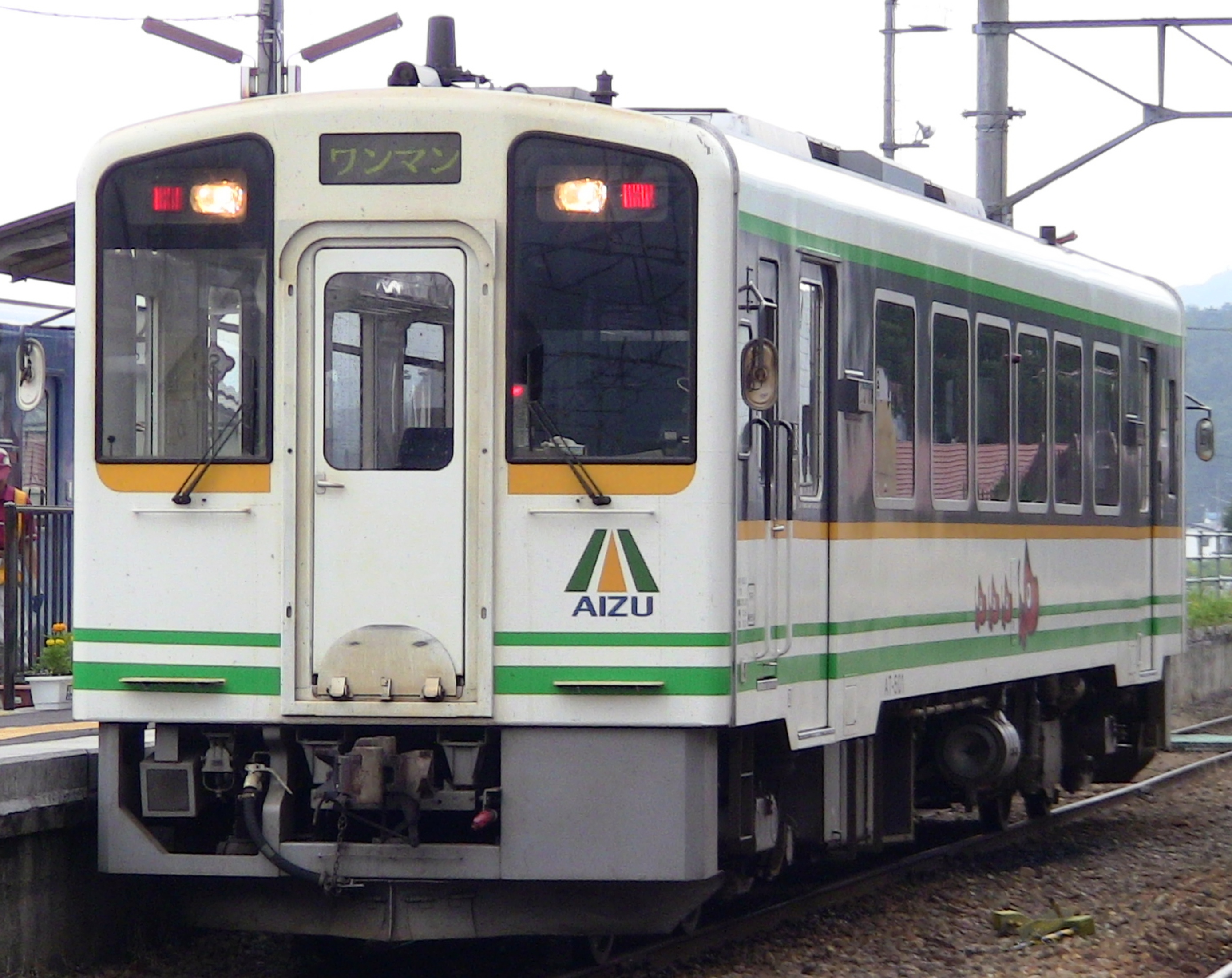
AT-501 2011年～2023年の姿

普通列車として会津鉄道の全線とJR東日本只見線の西若松駅 - 会津若松駅間で運用される。
AT-501・AT-551は野口英世の母シカが英世にあてた手紙を拡大してラッピングした「ふるさと列車」として登場したが、2011年（平成23年）3月にAT-600形に準じた一般的な塗装に変更された後、、AT-551は2018年3月より絵本作家のあべ弘士が線画を担当したペインティング車両「南会津子供プロデュース号」となり、2022年（令和4年）7月16日には芦ノ牧温泉駅のねこ駅長「らぶ」が主人公となる映画「劇場版にゃん旅鉄道」がモチーフのデザインに再度変更された。また、AT-501は2023年（令和5年）6月6日よりAT-100形のリバイバルカラーとなった。
AT-502・AT-552は当初はオレンジ色の車体に千円紙幣に野口英世の肖像が採用されたことを記念する英世とシカの写真がラッピングされた外観であったが、2014年（平成26年）春から、あいづデスティネーションキャンペーンの関連企画として一般公募による「花咲くあいづ号」ラッピングを施している。
AT-552は2023年（令和5年）7月20日よりAT-501と同様にAT-100形のリバイバルカラーとなった。
AT-500形、AT-550形の導入により、AT-200形2両、AT-100形、AT-150形各1両が廃車されている。

### 書籍
- 寺田 祐一『私鉄気動車30年』JTBパブリッシング、2006年。ISBN 4-533-06532-5。

### 雑誌記事
- 『鉄道ピクトリアル』通巻753号「鉄道車両年鑑2004年版」（2004年10月・電気車研究会）
  - 「2003年度のニューフェイス」 pp. 5-20
  - 岸上明彦「2003年度民鉄車両動向」 pp. 120-140
  - 会津鉄道（株）運輸部 田中宗登「会津鉄道 AT500形・550形」 pp. 144-145
  - 「民鉄車両諸元表」 pp. 186-190
  - 「各社別新造・改造・廃車一覧」 pp. 216-227

- 『鉄道ピクトリアル』通巻767号「鉄道車両年鑑2005年版」（2005年10月・電気車研究会）
  - 岸上 明彦「2004年度民鉄車両動向」 pp. 116-141
  - 「各社別新造・改造・廃車一覧」 pp. 214-239

- 『鉄道ピクトリアル』通巻855号「鉄道車両年鑑2011年版」（2011年10月・電気車研究会）
  - 岸上 明彦「2010年度民鉄車両動向」 pp. 123-154
  - 「各社別新造・改造・廃車一覧」 pp. 210-222

### Web資料
- “会津鉄道AT-500形が塗装変更”.   railf.jp (2011年2月28日). 2017年3月18日閲覧。
- “【車両ラッピングデザイン】審査結果発表”.   会津鉄道 (2014年2月6日). 2017年3月20日閲覧。